# 約克索爾 (堪薩斯州)
約克索爾（英語：Yoxall）是位於美國堪薩斯州奧斯伯恩縣的一個鬼鎮。

## 歷史
約克索爾的郵政局於1880年設立，直到1894年結束營運。現時約克索爾沒有任何遺址存在。

## 地理
約克索爾所處的海拔為高於海平面532米（即1745英呎），而該地所採用的時區為UTC-6，即北美中部時區（CST）。同時該地設有夏令時間，為UTC-6調快一小時，即UTC-5（CDT）。